# Миланка Благојевић
Миланка Благојевић (Бањалука, 1982) српска је књижевница.

## Биографија
Рођена је у Бањалуци 1982. године, а данас живи у Шамцу. Дипломирала је на Филолошком факултету у Бањалуци на Одсјеку за српски језик и књижевност. Пише кратке приче, које је објављивала у заједничким збиркама младих аутора, књижевним часописима и на интернет порталима.
На сугестију књижевнице Тање Ступар Трифуновић њену збирку прича објављује бањалучка издавачка кућа Имприматур, а издавање ове књиге подржало је и Министарство просвјете и културе Републике Српске.
Тања Ступар Трифуновић је у рецензији ове књиге написала: 
| „ | „Њени јунаци имају ту способност да и најситније спољашње ситуације и околности посматрају и проживе једним осјетљивим, изнијансираним и дубоким емотивним искуством. Фасцинантан је начин како она гради причу уклапајући мозаично одломке разговора, свакодневне ситуације и кључна питања о животу, смислу, срећи, смрти. Као да вас заједно са својим јунацима њежно води до руба провалије, над којим се сваки од њих зањише, а потом је или прескочи или одлебди, јер ма колико ужаса да понесу њени јунаци, њихови ломови нису суноврат, већ лет ка некој мекшој стварности која пружа мање отпора. Њене приче имају магијску моћ да језу, страх и ужас учине њежнијим, да им дају људско и подношљиво лице.” | ” |

Објавила је збирку прича „Мандаринске патке“ (2018) која је освојила награду „Чучкова књига“, коју додјељује Народна библиотека „Бранко Чучак“ из Хан Пијеска за најбољу прву књигу.
У издању издавачке куће Имприматур из Бањалуке, 2020. године излази њена друга збирка прича "Nervus vagus и друге приче". Са супругом Владимиром има троје дјеце: Андрију, Арсена и Аљошу.

## Награде и признања
- Друга награда Међународног фестивала поезије и кратке приче Војислав Деспотов;
- Трећа награда Међународног конкурса поезије и кратке приче Магда Симин;
- Прича Заборав добила је високу оцјену жирија конкурса за књижевну награду Милован Видаковић у организацији редакције Српских недељних новина из Будимпеште;
- Прича Поздрав прољећу ушла је у најужи избор на конкурсу Приче из комшилука  5.
- Награда Чучкова књига (2018) за збирку кратких прича Мандаринске патке[5]